# Ophiderma flava
Ophiderma flava är en insektsart som beskrevs av Goding. Ophiderma flava ingår i släktet Ophiderma och familjen hornstritar. Inga underarter finns listade i Catalogue of Life.